# 八重洲地下街

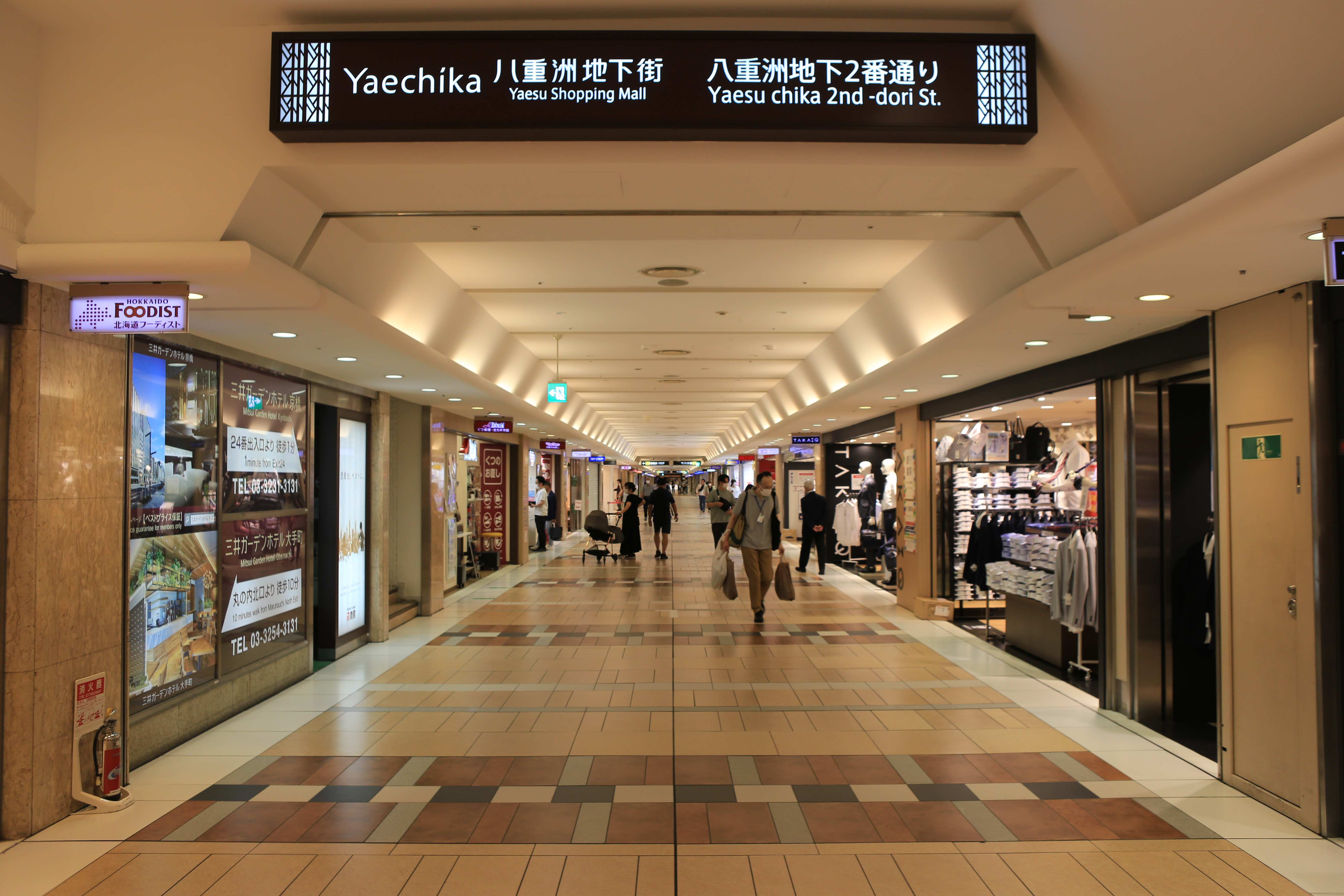
八重洲地下街（2020年）

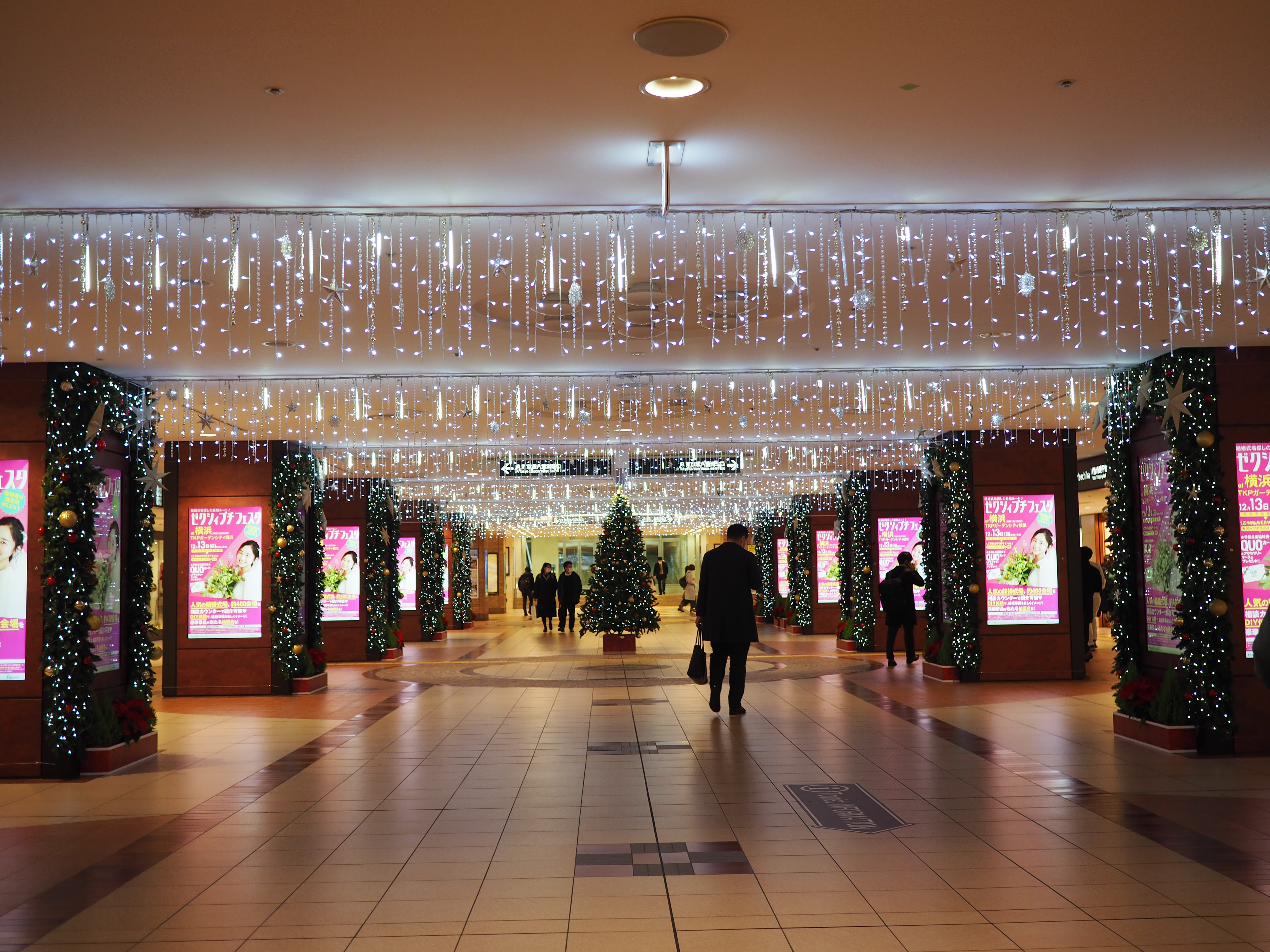
八重洲地下街（2020年）

八重洲地下街（やえすちかがい、ヤエチカ）は、東京都中央区八重洲の東京駅八重洲口広場地下と広場に隣接する道路の地下に広がる地下商店街である。またそれを経営している法人（八重洲地下街株式会社）の名称でもある。
「ヤエチカ」は以前は略称や愛称であったが、2022年9月よりそれを正式名称およびブランド名として使うと経営側が発表した。
本項では、まず地下街について、次にそれの地下駐車場「ヤエチカパーキング（旧：東京駅八重洲パーキング）」について説明し、最後にそれを運営する法人、八重洲地下街株式会社について説明する。

## 地下街概要
東京駅八重洲口前の外堀通りおよび八重洲通りの地下に広がる。東京駅やバスターミナル東京八重洲と直結しており、延べ面積 64,300 m2、店舗面積 約15,600 m2で、東京最大、全国でも大阪市のクリスタ長堀に次いで2番目の広さであり、東京駅近辺の地下商店街の中心的存在である。東京駅界隈に勤めるビジネスパーソン向けの飲食店・雑貨店・衣料品店などが多い（観光客向けの土産物店は東京駅一番街に多い）。東京ミッドタウン八重洲とも直結している。
当地下街の中心に位置する「メイン・アベニュー」では時期を問わず様々なイベントが繰り広げられている。
1日の来街者はおよそ15万人で、飲食やショッピング目的の来街者がおよそ半分で、そのほか、ビジネス目的の来街者も約3割、旅行・観光目的の来街者も約2割いる。来街者の約30%が東京23区在住者、23区外（東京都下）在住者は6%、東京都以外の関東在住者が約3割だが、東京駅直結という特徴を反映し、関東以外から来街する人が 27 % 含まれ、当地下街の商圏は広い。
銀座方面、日本橋方面、神田方面、有楽町方面に約20の出入口が設けられており、東京駅 グランルーフ、グラントウキョウ サウスタワー、グラントウキョウ ノースタワー、八重洲口会館ビル、八重洲ダイビル、スターツ八重洲中央ビルなど約10のビルと接続している。
テナント数は約180で、大半のテナントは地下1階にある。地下2階にも理容店や医療機関などのテナントが若干あり、外堀地下3番通り付近の地下1階から地下2階に下りる階段が4か所ある。
なお、東京駅八重洲口直下の東京駅一番街地下エリア（東京キャラクターストリートなど）、グラントウキョウサウスタワー地下の商店街「グランアージュ」、JR東日本クロスステーション（旧:鉄道会館）の運営する「グランルーフフロント」などを含め、東京駅八重洲口側の地下街全体を指して『八重洲地下街』と称されることがあるが、厳密に言えばこれは誤用である。ただし、八重洲地下街株式会社の運営する都市計画駐車場の区域としてはグランルーフフロント直下も含まれる。
1958年（昭和33年）6月 第一期開業、1966年（昭和41年）6月 第2期工事着工、1969年（昭和44年）2月 第2期地下街開業という歴史を持つ。当地下街の所在地は東京都中央区八重洲二丁目1番（八重洲地下街北1号、中1号 - 4号、南1号）。都市計画法に基づく都市施設名称としては「東京都市計画駐車場第4号八重洲駐車場・第7号八重洲第二駐車場、及び東京都市計画道路東京駅付近地下道第1号・第2号・第3号」である。この名称は当地下街がもともと駐車場およびその併設地下街として開発されたことによる。
2022年10月、ロゴをリニューアル。八重洲橋をモチーフとした二連アーチに通称の「Yaechika」を記したものとなり、対外呼称を「ヤエチカ」に統一した。
2025年4月には、駐車場の名称をこれまでの「東京駅八重洲パーキング」から「ヤエチカパーキング」へと変更した。

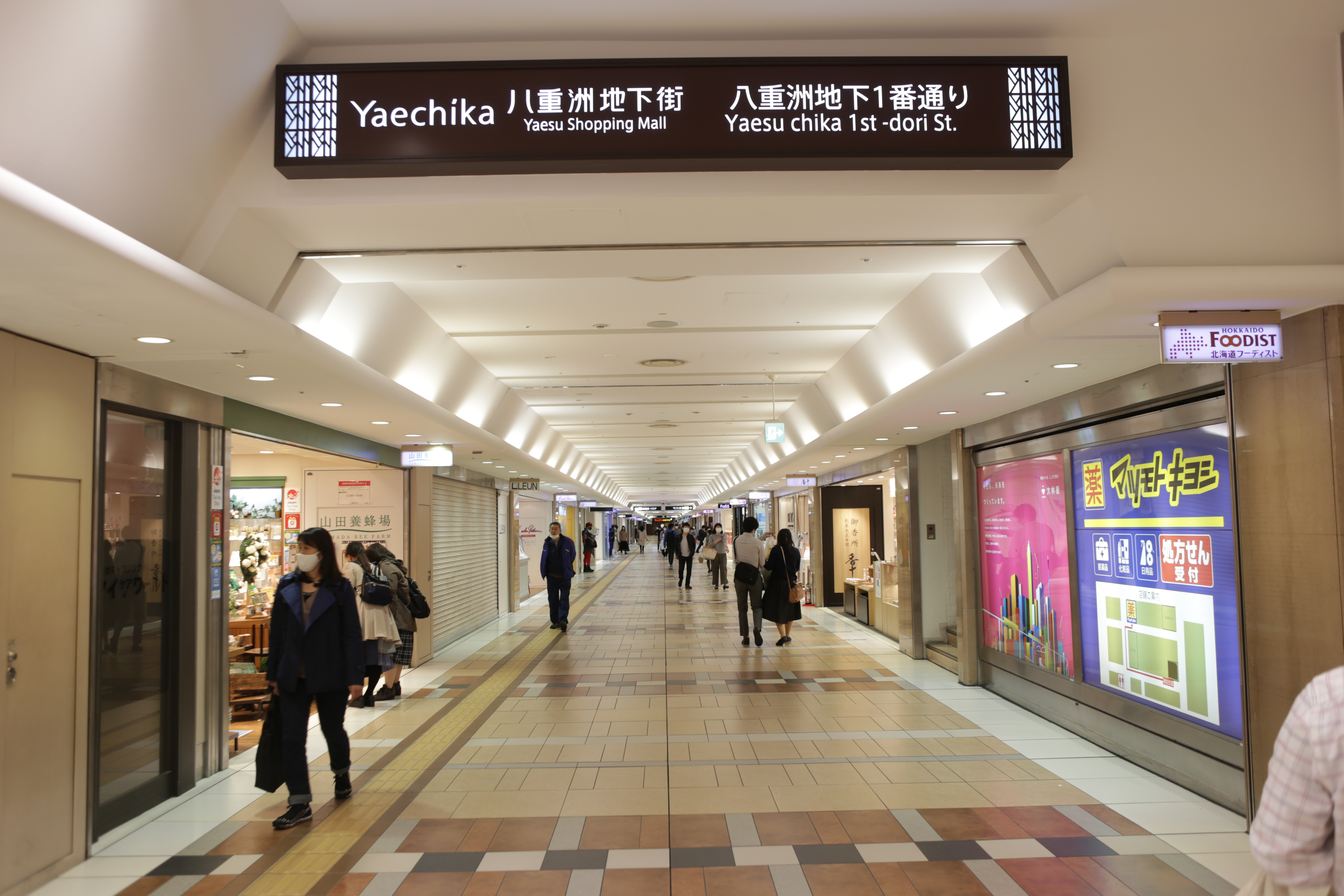
八重洲地下1番通り（2020年）
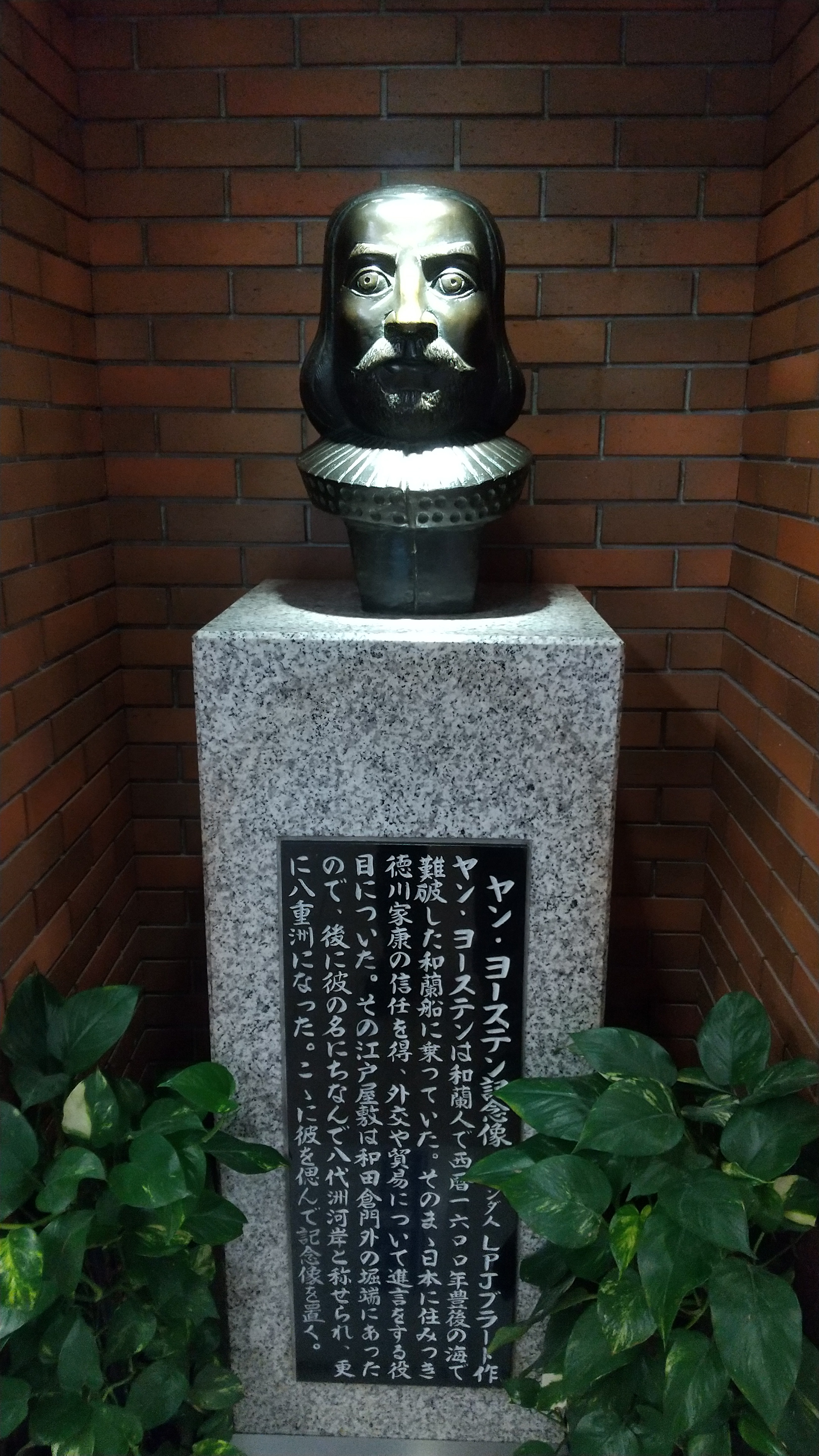
ヤン・ヨーステン記念像。

### 主なテナント
- アイリスメガネ ヤエチカ店（メガネ店）
- あーす·ぺっとはうす（ペット用品店）
- AENA 八重洲地下街店（健康美容品販売）
- 旭川ラーメン番外地 八重洲北口店（ラーメン店）
- アストリア ヤエチカ店（ブティック）
- アロマ珈琲 八重洲店（喫茶店）
- アンテナアメリカ東京（ビアホール）
- いきなり!ステーキ ヤエチカ店（ステーキハウス）
- 居酒屋 もつ焼き もつ鍋 三六 八重洲店（居酒屋）
- 神乃珈琲 八重洲地下街店（喫茶店）
- ace.ヤエチカ店（かばん店）
- えびそば一幻 八重洲地下街店（ラーメン店）
- エリックサウス 八重洲店（カレー店）
- お菓子ドンキ・お酒ドンキ（ディスカウントストア）
- Oriental Traffic ヤエチカ店（靴店）
- カレーショップ アルプス（カレー店）
- 喜八堂 東京駅八重洲地下街店（米菓店）
- ギャラリー八重洲（アートギャラリー）
- キャンドゥ 八重洲地下街店（100円ショップ）
- キリンシティ ヤエチカ店（ビアホール）
- 牛たんねぎし ヤエチカ店（牛タン店）
- 銀座スイス ヤエチカ店（カレー店）
- 香十 東京店（香料販売）
- THE CAVE DE OYSTER TOKYO（オイスターバー）
- スシロー 八重洲地下街店（回転ずし店）
- スターバックスコーヒー ヤエチカ店（喫茶店）
- stola. 八重洲店（ブティック）
- セブンイレブン ヤエチカ店（コンビニエンスストア）
- Zoff ヤエチカ店（メガネ店）
- 蕎麦きりみよた 八重洲店（蕎麦店）
- WWS ヤエチカ店（衣料品店）
- 玉丁本店 八重洲店（うどん店）
- CHAYA 八重洲店（イタリア料理店）
- チヨダ はきごこち ヤエチカ店（靴店）
- 2foods ヤエチカ店（喫茶店）
- DIFFERENCE ヤエチカ店（紳士服）
- 天丼てんや 八重洲店（天丼屋）
- 東京ラーメン横丁（ラーメン店7店舗）
- ビジネスレザーファクトリー ヤエチカ店（革製品専門店）
- ひもの野郎 東京駅ヤエチカ 八重洲地下街（居酒屋）
- ファミリーマート ヤエチカ店（コンビニエンスストア）
- フランクリン・プランナー ヤエチカ店（文房具店）
- プロント ヤエチカ東京駅店（喫茶店）
- 北海道フーディスト 八重洲店（土産物店）
- 星乃珈琲店 八重洲地下街（喫茶店）
- マドラス ヤエチカ店（靴店）
- マネケン ヤエチカ店（洋菓子店）
- ミスターミニット ヤエチカ店（靴修理店）
- 八重洲地下街郵便局
- やえす初藤（居酒屋）
- ユナイテッドアローズ グリーンレーベル リラクシング 八重洲地下街店（衣料品店）
- ユニクロ ヤエチカ店（衣料品販売）
- 吉野家 八重洲地下街店（牛丼店）
- LUSH ヤエチカ店（化粧品店）
- REGAL SHOES 八重洲地下街店（靴店）
- リカーズハセガワ本店・北口店（酒店）
- ロクシタン 東京駅 八重洲地下街店（化粧品販売）
- ローソン 八重洲中央口店（コンビニエンスストア）
- 和幸　八重洲地下街八重洲店（とんかつ屋）
- WACOAL The Store 八重洲地下街店（ランジェリー専門店）

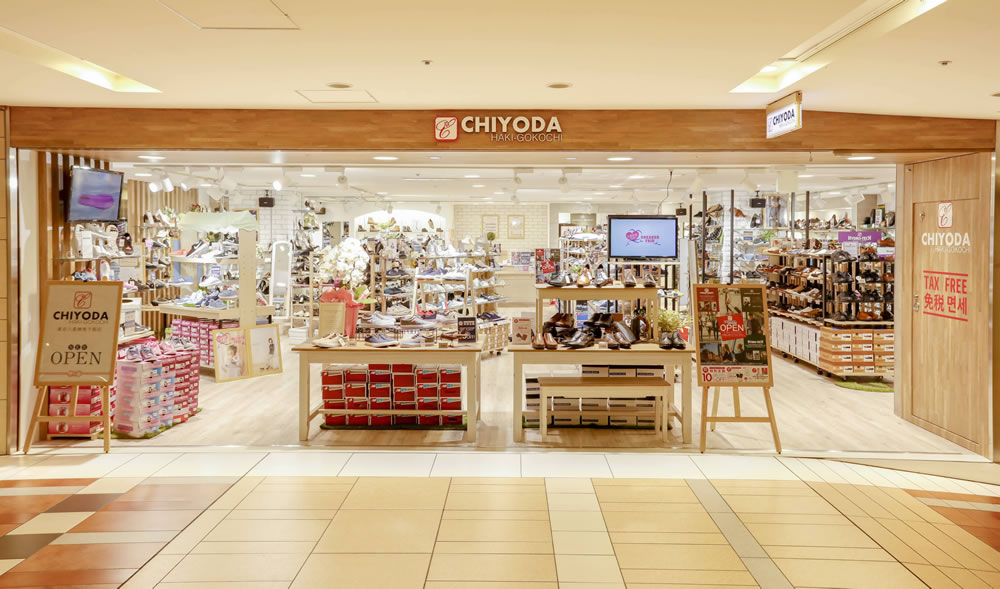
チヨダ 東京八重洲地下街店

### アクセス
- 東京駅、バスターミナル東京八重洲より徒歩1-2分程度
- 首都高速八重洲線と直結（後述）
- 日の丸自動車興業が運行する無料巡回バス「メトロリンク日本橋」に八重洲地下街停留所がある

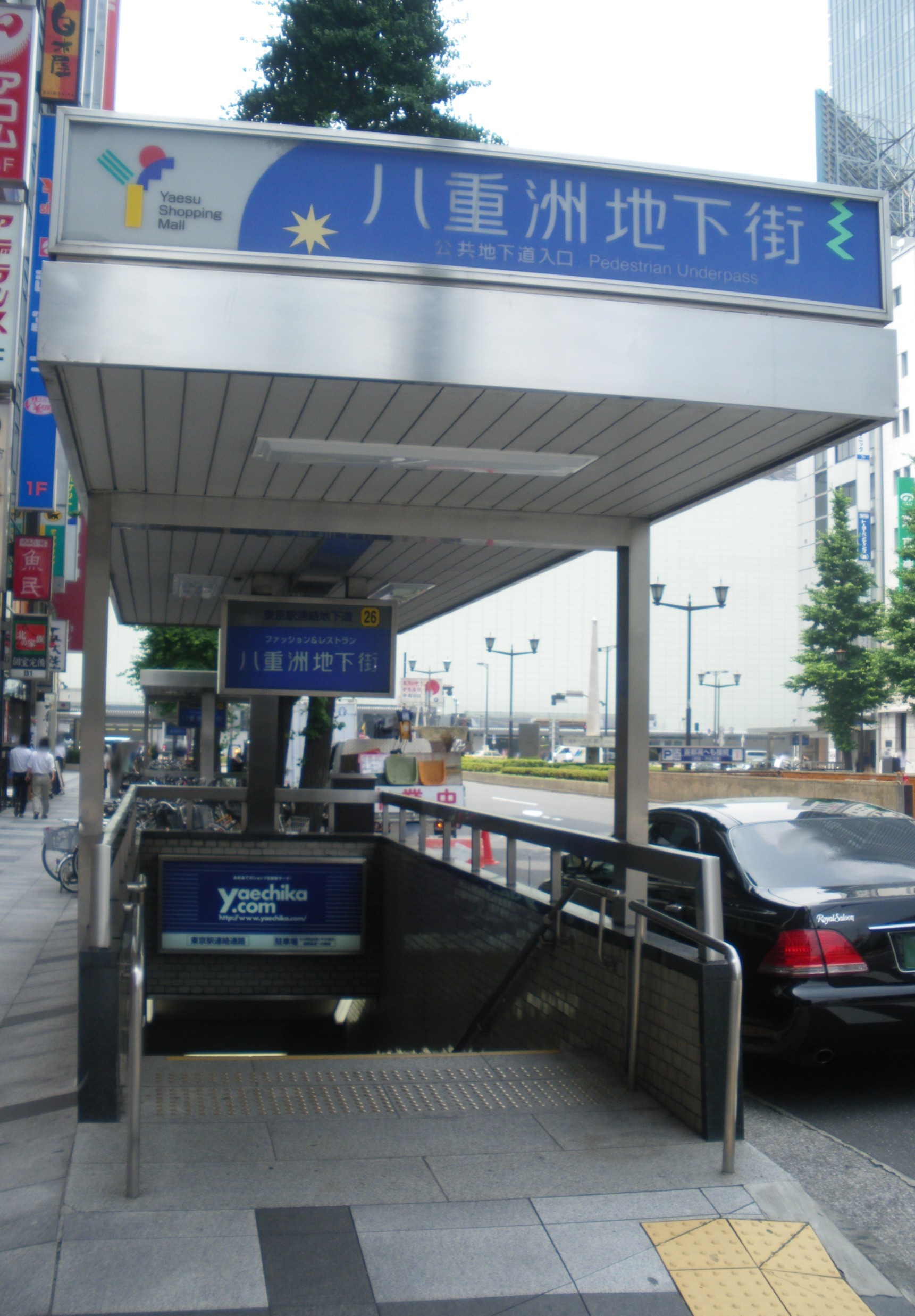
八重洲地下街入口
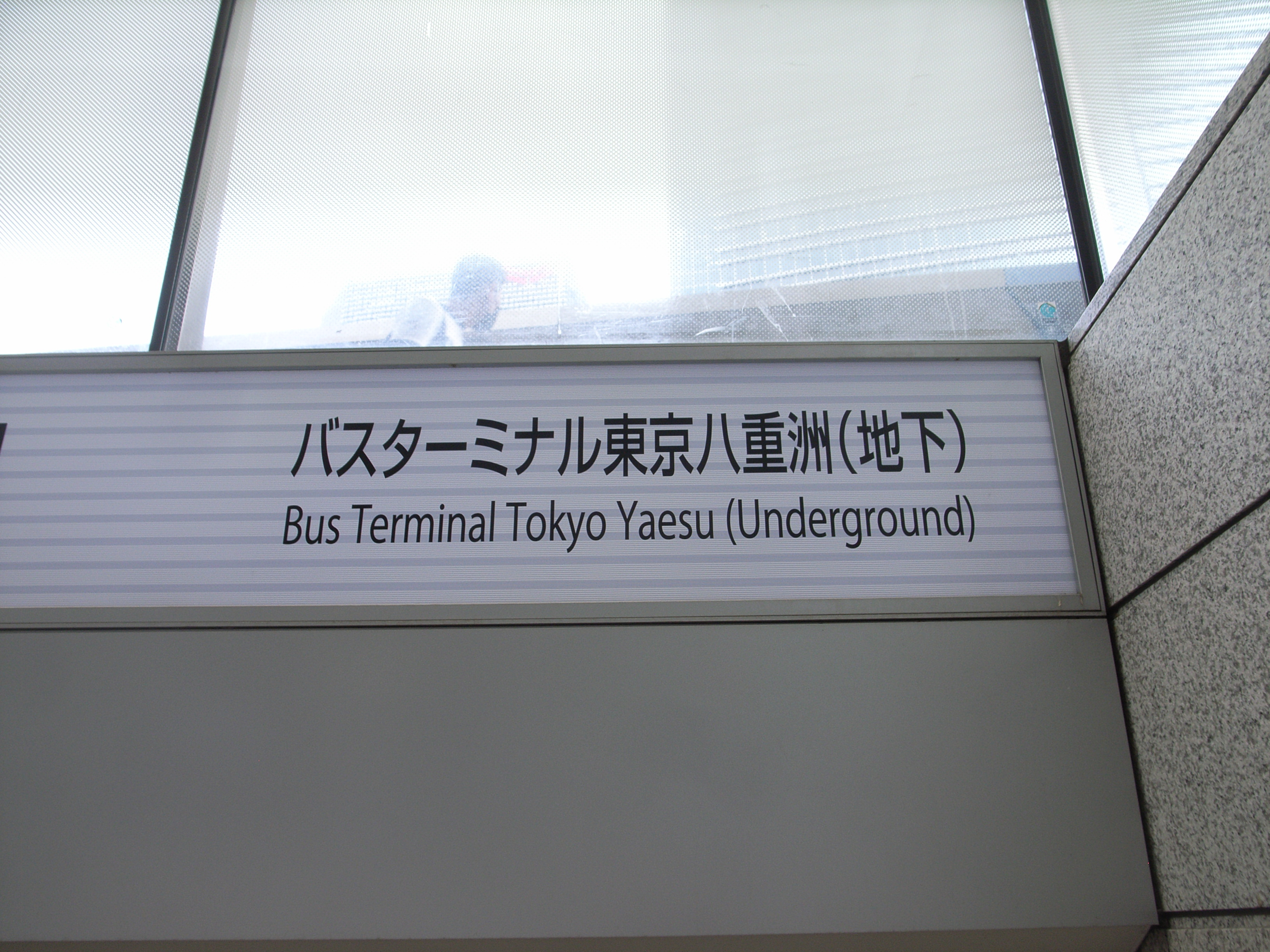
バスターミナル直結入口
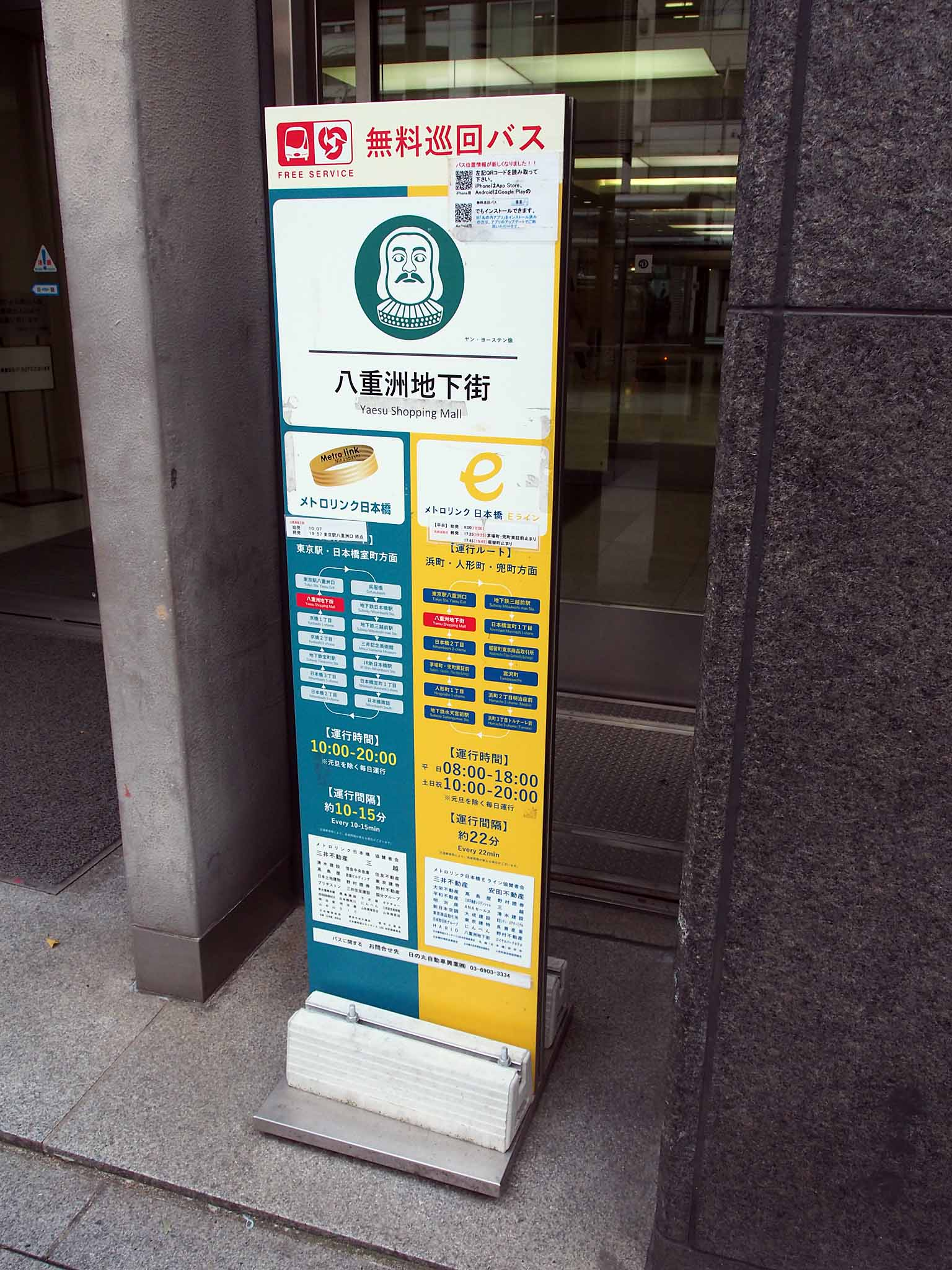
「メトロリンク日本橋」の八重洲地下街停留所

## ヤエチカパーキング
旧：東京駅八重洲パーキング。地下街が元々地下駐車場整備のために建設されたこともあり、地下街直下ならびに鉄道会館（キラピカ通り）直下の地下2階に大規模な地下駐車場を備える。同一平面の外堀通り直下に首都高速八重洲線が貫いており、駐車エリアは東京駅側の「ヤエチカパーキング西駐車場（旧：東京駅八重洲パーキング西駐車場）」と、京橋側の「ヤエチカパーキング東駐車場（旧：東京駅八重洲パーキング東駐車場）」に分かれており、東西の駐車エリアを場内で行き来することは出来ない。
駐車場そのものは24時間営業だが、地下街の営業時間外に駐車場内に立ち入るためには、夜間通用口（八重洲地下街出入口階段29）にて係員を呼び出して係員の誘導に従って場内を通り抜ける必要がある。
駐車場への出入は、外堀通りから西駐車場へ向かう出入口と外堀通りから東駐車場に向かう入口（外堀通りに直接出られる出口はない）、八重洲通りから東駐車場に向かう出入口のほかに、首都高速道路八重洲線と直結した出入口「八重洲出入口」が設けられている。下節で解説。

### 八重洲出入口
八重洲出入口は上り線（内回り・汐留JCT→神田橋JCT方向）は西駐車場に、下り線（外回り・神田橋JCT→汐留JCT方向）は東駐車場に直結するのみの出入口となっており、いずれも一般道と直接出入りできない高速道路の出入口となっている（やはりビル地下駐車場の出入口だった常盤橋出入口と同じ）。一般道と出入りする、または首都高速に再度流入するためには一旦八重洲駐車場の構内を通り抜ける必要がある（駐車場料金を別途支払う必要がある）ため、出口標識には「八重洲東（西）駐車場（有料）」との表記がある。
高速入口では駐車場料金の精算と同時に首都高速の料金を支払う必要がある。2009年1月5日より首都高速の料金はETCカードを車載器にいれたままETCで利用できるようになったが、駐車場の料金を別途精算する必要がある（駐車場料金はETCカードで精算できない）ため、料金所ではすべての車両が一旦停止する必要がある。
なお、首都高速のランプから分岐する形で、駐車場に入らずに一般客を降ろすことの出来る『八重洲乗客降り口』が設けられている。ただし「降り口」と名の付くとおり首都高速からの降車専用施設として案内されており、ここから乗車することは出来ない。なお、2025年4月5日の東京高速道路（KK線・D8）廃止及び首都高八重洲線長期通行止め（2035年度まで）に伴い、八重洲出入口及び八重洲乗客降り口は利用できなくなった。

## 法人（八重洲地下街株式会社）

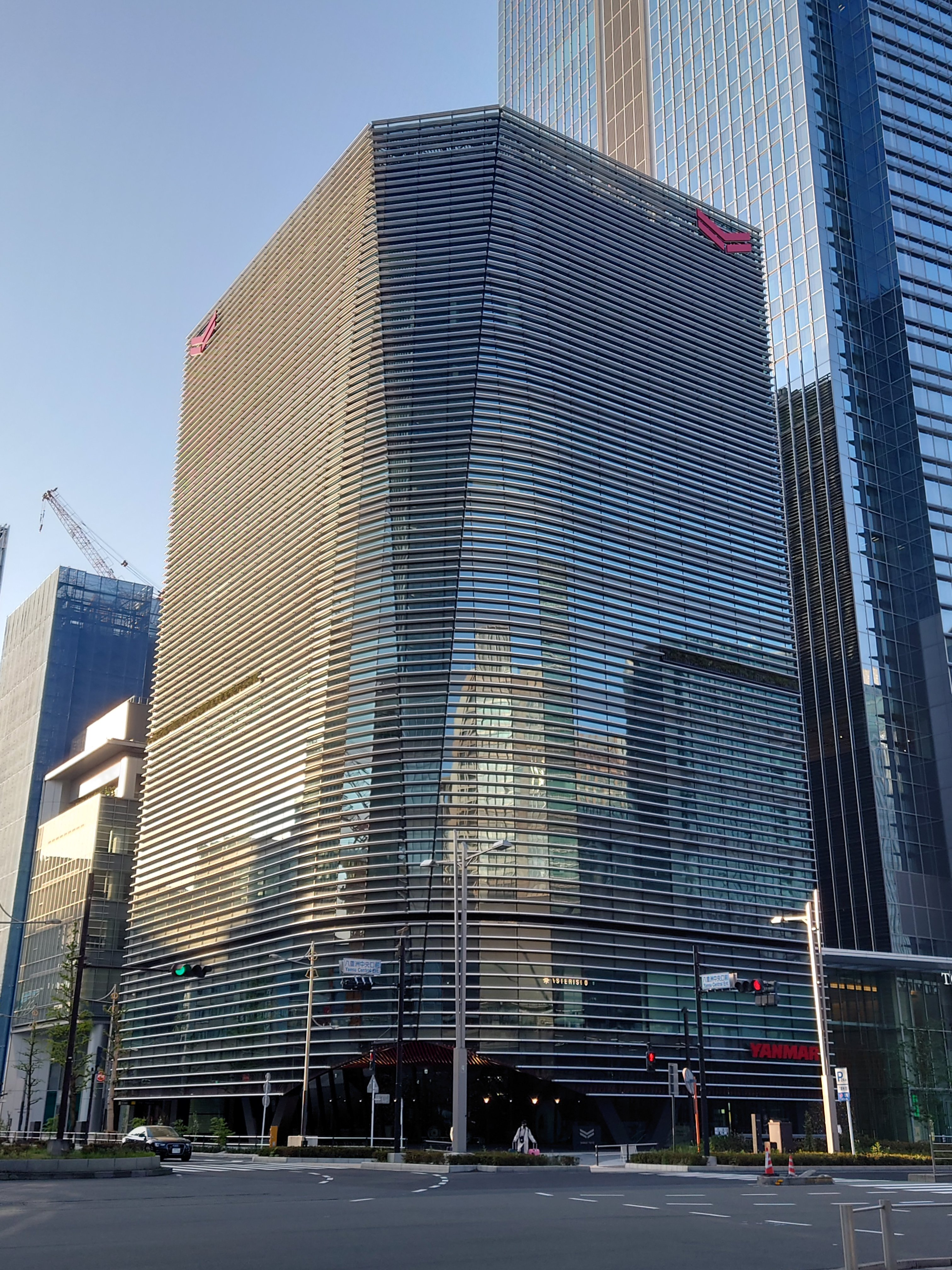
YANMAR TOKYOビルの4Fに八重洲地下街株式会社の本社が入居している。

元々東京駅八重洲口における公共駐車場整備にあわせて建設された地下街だったこともあり、運営会社は長らく「八重洲駐車場株式会社」と名乗っていた。運営会社の大株主として八重洲口に拠点を構える大丸（現：大丸松坂屋百貨店）やヤンマーグループ（コーポレート部門のヤンマーグローバルエキスパート及びヤンマー創業者一族である山岡家など）が名を連ねており、現在はJ.フロント リテイリング（大丸の持株会社）の持分法適用会社・ヤンマーホールディングス（ヤンマーグループの持株会社）の関係会社となっている。現在の従業員数は約100人（パート契約社員含む）。本社オフィスはYANMAR TOKYOビルの4Fにある。

### 沿革
- 1958年（昭和33年）12月 - 都市計画に基づく公共駐車場と地下道（付帯する地下街を含む）建設のため、東京地下駐車場株式会社として設立
- 1962年（昭和37年）5月 - 八重洲駐車場株式会社に商号変更
- 1965年（昭和40年）6月 - 地下街開業（第一期）
- 1969年（昭和44年）2月 - 地下街開業（第二期）
- 1992年（平成4年）10月 - 八重洲地下街株式会社に商号変更
- 1996年（平成8年）4月 - 東京地下食堂株式会社及び株式会社八重洲倶楽部を合併